# Ellesmere Port and Neston
Ellesmere Port and Neston var ett distrikt i Cheshire West and Chester enhetskommun i Cheshire grevskap, England. Distriktet har 81 672 invånare (2001).

## Civil parishes
- Ince.[2]